# Carhaix-Plouguer
 Carhaix-Plouguer  (pronunciado /kaʁɛpluɡe/; en bretón, Karaez-Plougêr) es una población y comuna francesa, situada en la región de Bretaña, departamento de Finisterre, en el distrito de Châteaulin y cantón de Carhaix-Plouguer.

## Demografía
| 6065 | 7049 | 8210 | 8591 | 8198 | 7648 |
| Para los censos de 1962 a 1999 la población legal corresponde a la población sin duplicidades (Fuente: INSEE [Consultar]) |      |      |      |      |      |